# Liste osmanischer Chronisten
Diese Liste nennt Historiographen, die über die Geschichte oder einzelne Ereignisse des Osmanischen Reiches (bis 1923) berichten und innerhalb dieses Reiches lebten, also vom Balkan über Kleinasien und den Nahen Osten bis Nordafrika. Die ethnische Zugehörigkeit spielt dabei keine Rolle.
| Name                                                                           | Daten                                 | wichtige Werke |
| ------------------------------------------------------------------------------ | ------------------------------------- | --- |
| Abdurrahman Hibri                                                              | * 1604, † 1658/59                     | Enısü'l-Müsamirın. dt. „Der Freund der abendlichen Unterhaltungen“ |
| Abdussamed Diyarbekri (Abdussamed ben Seyyidi 'Alı ben Davud ed-Diyarbekri)    | * Ende 15. Jahrhundert, † 1542        | Tercüme-i en-nüzhe es-seniyye fı zikr el-hulefa ve'l-mülük el-mısriyye, dt. „Übersetzung der erhabenen Ausgabe in der Erwähnung der Kalifen und der ägyptischen Könige“ |
| Ahmed Cevdet Pascha                                                            | * 1822, † 1895                        | Tarih-i Cevdet, dt. „Chronik des Cevdet“; Tezâkir, dt. „Aufzeichnungen“; Ma’rûzât, dt. „Eingaben“; u.v.m.                                                               |
| Ahmed İbrahim Resmî (Ahmed İbrahim Girıdî)                                     | * 1694/95, † 1783                     | Hulasatü'l-i'tibar, dt. „Geschichte des Russisch-Osmanischen Krieges 1768“; Sefaratname'i Prusya, dt. „Botschaftsreise nach Preussen“                                   |
| Abraham von Kreta                                                              | * ?, † 1737                           | Patmut`iwn, dt. „Chronik“ |
| al-Būrīnī (al-Ḥasan b. Muḥammad al-Dimaschqī al-Ṣaffūrī Badr al-Dīn al-Būrīnī) | * 1556, † 1615                        | Tarādschim al-Aʿyān min Abnāʾ az-Zamān (arabisch), dt. sinngemäß: „Biographien berühmter zeitgenössischer Persönlichkeiten“                                             |
| Alî aus Temeschwar (Nakşî)                                                     | * 1674, † nach 1722                   | dt. „Chronik der Begebenheiten Ca'fer Paschas“ |
| asch-Schaʿrānī (asch-Schaʿrānī)                                                | * 1491, † 1565                        | aṭ-Ṭabaqāt al-kubrā, dt. „das große Klassenbuch“; aṭ-Ṭabaqāt aṣ-ṣuġrā, dt. „das kleine Klassenbuch“; aṭ-Ṭabaqāt al-wusṭā, dt. „das mittlere Klassenbuch“                |
| Anonymus Hanivaldanus                                                          | (unbekannt)                           | altosmanische, 1584 ins Lateinische übersetzte Chronik |
| Aschikpaschazade (Derviş Ahmed, Ahmed-i Aşıki, Ahmed 'Aşık-Paşazâde)           | * ~1400, † 1481–1503                  | Menâkıb u tevârîh-i 'Al-i 'Osmân, dt. „Denkwürdigkeiten und Geschichte des Hauses Osman“                                                                                |
| Aşık Çelebi                                                                    | * 1520, † ~1569                       | Meşâirü'ş-Şuârâ, dt. „Berühmte Dichter“, u. v. a. |
| Belgradî Raşid Pascha                                                          | * ?, † 1882/83                        | Ta'rıh-i Vaq'a-i Hayretnümâ-i Belgrad ve Şırbistân, dt. „Chronik der Ereignisse um Belgrad und Serbien“                                                                 |
| Câbî Ömer Efendi                                                               | * ~1750, † 1814?                      | Câbî Ta'rihi, dt. „Die Chronik des Câbî“ |
| Ebubekir bin Abdullah                                                          | * Ende 16. Jh., † Anfang 17. Jh.      | Tarih-i Oşman Paşa, dt. „Die Chronik des Osman Pascha“ |
| Ebu Sehil Nu'man Efendi                                                        | * um 1700, † nach 1750                | Tedbîrât-i Pesendîde, dt. „Treffliche Maßnahmen“ |
| Evliya Çelebi                                                                  | * 1611, † 1683                        | Seyâhatnâme, dt. „Das Reise- oder Fahrtenbuch“ |
| Göynüklü Ahmed Efendi (Ahmed bin Mahmud)                                       | * ~1650, † 1759                       | Tarih-i Göynüklü, dt. „Chronik des Göynükers“ |
| Hacı Ali (Haddschi Ali)                                                        | * ?, † 2. Hälfte des 17. Jahrhunderts | Ahbarü'l-Yemani, dt. „Beschreibung des Jemen“; Fethname-i Kamaniçe, dt. „Die Eroberung von Kamjanez-Podilskyj“                                                          |
| Hasan Ağa                                                                      | 17. Jahrhundert                       | Cevâhirü't-tevârîh, dt. „Die Kleinodien der Historien“ |
| Hasan Beyzâde Ahmed Pascha, genannt Hamdi                                      | * ?, † 1636/37                        | Ta'rih, dt. „Die Chronik“ |
| Ibn Budayr (Schihab ad-din Ahmad ibn Budayr al-Hallaq)                         | * 1. Hälfte des 18. Jh., † nach 1762  | Ḥawādiṯ Dimašq aš-Šām al-yaumīya min sanat 1154 ila sanat 1176, dt. „Die Tagesereignisse von Damaskus von 1154 bis 1176“                                                |
| Ibn-i Kemal (Kemal-Paşa-zâde)                                                  | * 1468, † 1533/34                     | Tevârîh-i Âl-i Osmân, dt. „Geschichte des Hauses Osman“ |
| Ibn Iyas (Ibn Iyās)                                                            | * 1448, † ~1522                       | Badai Alzuhur Fi Wakayi Alduhur |
| Ibn Zunbul                                                                     | * ?, † ~1574 (oder 1653)              | Fath Misr (Taʾrīch aḥḏ Miṣr min al-Dscharākisa). dt. etwa: „Die Geschichte der Wegnahme Ägyptens von den Tscherkessen“; u.v.m.                                          |
| Ibrahim Na'imeddin                                                             | * 1695, † ?                           | dt. „Der Garten der Glaubensmärtyrer der Grenze“ |
| Ibrâhîm Peçevî                                                                 | * 1574, † ~1649                       | Ta'rıh-i Peçevi, dt. „Die Chronik des Peçevi“ |
| İdris-i Bitlisî                                                                | * ?, † 1520                           | Hascht Bihischt, dt. „Die acht Paradiese“; Selimname, dt. „Die Chronik der Herrschaft Selims I.“                                                                        |
| Kara Mehmed Pascha                                                             | * ?, † 1684                           | dt. „Bericht des osmanischen Großbotschafters Mehmed Pascha“ |
| Katib Çelebi                                                                   | * 1609, † 1657                        | Takvîm al-tevârîh, dt. „Die Chronologie ab Adam“ |
| Konstantin aus Ostrovitza                                                      | * um 1435, † nach 1481                | dt. „Memoiren eines Janitscharen oder Türkische Chronik“ (Originalsprache unbekannt)                                                                                    |
| Latîfî (Abdüllatif Çelebi)                                                     | * 1491, † 1582                        | Tezkire, dt. etwa „Kommentierte Biographien“ |
| Mehmed Memduh                                                                  | * 1839, † 1925                        | Feveran-i Ezman, dt. etwa: „Aufwallungen der Zeiten“; Esvat-i sudur, dt. etwa: „Stimmen der Großwesire“; und einige mehr                                                |
| Mehmed Raşid                                                                   | * ?, † 1735                           | Tarih-i Raşid, dt. „Die Chronik des Raschid“ |
| Mehmed Süreyya                                                                 | * 1845, † 1909                        | Sicill-i Osmânî yâhûd, Tezkire-i Meşahir-i 'Osmânije, dt. „Osmanische Nationalbiographie“                                                                               |
| Nadschm ad-Dīn al-Ghazzī                                                       | * 1570, † 1651                        | al-Kawākib as-sāʾira fī aʿyān al-miʾa al-ʿāshira, usw., Biographien geistlicher und profaner Notabeln von Damaskus                                                      |
| Na'īmā                                                                         | * ~1655, † 1716                       | Ta'rīh-i Na'īmā, dt. „Die Chronik des Na'ımâ“ |
| Neşrî                                                                          | † vor 1520                            | Cihannümâ, dt. „Weltatlas“ |
| Oruç                                                                           | 15./16. Jahrhundert                   | dt. „Die Chronik des Urudsch“ |
| Osman Ağa                                                                      | * ~1671, † nach 1725                  | Kıtâb-i insâ, dt. „Das Buch der Diplomatik“; Nemçe tarıhi, dt. „Deutsche Geschichte“; sowie zwei Autobiographien                                                        |
| Sarı Mehmet Pascha                                                             | * ?, † 1717                           | Zübde-i Veqayi'at, dt. etwa: Der beste Schutz [Vorkehrung]; Kitab-i Güldeste, dt. etwa: Buch der Blütenlese, Anthologie                                                 |
| Silâhdar Fındıklılı Mehmed Ağa                                                 | * 1658, † 1723                        | Nusratname, dt. „Das Siegesbuch, bzw. Die Geschichte des Silihdar“ |
| Talikizâde (Talikizâde Mehmed ibn Mehmed el-Fenâri)                            | * ~1540, † ~1600                      | Gürcistan seferi, dt. „Der Georgische Feldzug“, auch Revaniyye, dt. „Das Jerewan-Buch“; sowie fünf weitere Werke                                                        |
| Der Zeremonienmeister                                                          | 17. Jahrhundert                       | Vekayi'-i Beç, dt. „Die Ereignisse um Wien - Das Zeremonientagebuch“ |